# Marco Mattolini
Marco Mattolini (Firenze, 15 dicembre 1950) è un regista teatrale, sceneggiatore e autore televisivo italiano.

## Biografia
Dopo un apprendistato nei gruppi teatrali di base di Firenze e la laurea in pedagogia presso l'Università di Firenze, lavora per la cooperativa cinematografica Lunga gittata, che produce il film I giorni cantati di Paolo Pietrangeli, una serie di speciali per Rai 3, alcuni spettacoli di Giovanna Marini, fra cui Requiem. Nel 1980 debutta nella regia teatrale con la prima riduzione de Il bacio della donna ragno di Manuel Puig con Giulio Brogi. Marco Mattolini è dichiaratamente omosessuale e negli anni ottanta creò a Roma, insieme a Giovanni Forti, un movimento pro-gay.

### Teatro
Nella stagione 1981-1982 mette in scena due spettacoli con Mario Scaccia protagonista: Nerone di Carlo Terron e La scuola delle mogli di Molière, e assume la direzione artistica del Teatro delle Muse di Roma. Nel 1982-1983, assieme a Hugo Pratt e Alberto Ongaro, riduce per il teatro e cura la regia di Corto Maltese, con Gerardo Amato, Athina Cenci e Alessandro Benvenuti, con i quali due ultimi, nella stagione estiva, allestisce il musical di Ugo Chiti e Benvenuti Marta e il Cireneo.
Nel 1986 alla Versiliana allestisce Come gocce su pietre roventi, un inedito di Rainer Werner Fassbinder, e all'Isola Tiberina di Roma progetta e conduce Isole, contenitore di teatro, musica e spettacolo. Nel 1989 debutta al festival di Asti la commedia Hurlyburly di David Rabe, con Lino Capolicchio, Ricky Tognazzi e Simona Izzo, di cui cura adattamento e regia. Nel 1990 in occasione del Festival Verdiano promosso dal Teatro Regio di Parma dirige lo spettacolo Dossier Trovatore di Enrico Vaime e Simona Marchini, con la stessa Marchini.
Nel 1991 fonda la società di produzione teatrale Magnific che realizza Ti ricordi il teatro.... di Andrea Stanisci e Lorenzo, diciamolo, non era bellissimo con Giorgio Albertazzi e Athina Cenci. Fra il 1993 e il 1994 per il Teatro dell'Opera di Roma cura la regia e co-produce il musical per ragazzi Il gatto che scoprì l'America di Adriana Del Giudice e Rosa Stipo, che viene rappresentato al Teatro Brancaccio di Roma. Nell'estate 1994 per Taormina Arte, in occasione del decimo anniversario della scomparsa di Eduardo De Filippo, cura la serata inaugurale del Festival: Eduardo domani: il teatro dalle gambe lunghe.
Nel 1995 mette in scena al Teatro Parioli di Roma 2005, ultimo atto di Gianfelice Imparato e per Taormina Arte la versione teatrale di Giuseppe Manfridi di Uno, nessuno e centomila di Pirandello, con Flavio Bucci, che verrà ripresa nelle due successive stagioni per oltre 350 repliche. Per la rassegna Garofano verde, promossa dal Comune di Roma, dirige La Traviata di Lisbona di Terrence McNally, con Bruno Armando; cura e dirige la serata-evento Amici, amanti, complici, con Mario Scaccia, Flavio Bucci, Leo Gullotta, Luca Barbareschi, Ricky Tognazzi, Simona Izzo, Massimo Venturiello ed altri.
Nel 1996 per il Teatro Eliseo di Roma è il regista di Due di noi di Michael Frayn, con Anna Marchesini e Tullio Solenghi. Coordina e produce il progetto Un teatro contro l'AIDS, nell'ambito del quale riprende lo spettacolo Gli alibi del cuore, prima con Athina Cenci e poi con Mita Medici, e realizza una serie di eventi-spettacolo (Lunedì Reazione) coinvolgendo alcuni dei più significativi protagonisti della scena italiana. Realizza drammaturgia, regia e produce gli spettacoli Nel cuore di Totò, con Mariangela D'Abbraccio.
Nel 1999 cura la regia teatrale e televisiva dell'opera fantastica Il gioco dei mostri di Lucio Gregoretti e Nicola Sani, libretto di Paolo Fallai (commissione dell'Accademia Nazionale di Santa Cecilia) al Teatro Valle di Roma, di cui è anche produttore. Assieme a Walter Attanasi e Simona Marchini è per questo anno co-direttore artistico del rinnovato Todi Arte Festival, gestito dalla Magnifico, nell'ambito del quale mette in scena Cromosoma Sigfrido di Jonathan Tolins, con Bruno Armando, Ugo Gregoretti, Stefania Barca, Francesca Benedetti, Francesco Magali e l'Orchestra Camerata Cassovia diretta dal Maestro Walter Attanasi.
Nel 2000 cura la regia dello spettacolo Polvere di stelle di Bernardino Zapponi e Maurizio Micheli, che va in scena al Festival della Versiliana. Cura la traduzione e dirige Flavio Bucci e Marina Malfatti in Caro bugiardo di Jerome Kilty. Nel 2005 all'Auditorium Parco della Musica di Roma mette in scena L'odore dell'inconscio, di Sandro Gindro. Per il Kal's Art Festival di Palermo realizza al Castello della Zisa Le sette chiavi delle Mille e una notte.
Nel 2006 cura la regia di Volare è peggio di Flora Farina, che debutta nella rassegna LET di Roma, e quella di Quante vite avrei voluto - Una storia per Luigi Tenco di Piergiorgio Paterlini, con Gianluca Ferrato. Cura l'evento Il caso Pasolini per la Rassegna Giallo d'Estate a Putignano. Nel 2007 dirige Christian De Sica nel musical Parlami di me, scritto da Maurizio Costanzo ed Enrico Vaime, che debutta ad Assisi e poi al Teatro Sistina di Roma. Nel 2008 Parlami di me vince il Biglietto d'oro AGIS ed entra nella terna dei finalisti nel settore degli spettacoli musicali del Premio E.T.I. Gli Olimpici del Teatro. Collabora con Maurizio Costanzo, direttore artistico del Todi Arte Festival 2008, realizzando, nel mese di giugno, l'evento Presentazione in movimento, con oltre 100 artisti nel centro storico della Città, e a settembre l'allestimento e la regia di vari spettacoli.
Nel 2010 dirige la commedia musicale Svegliati e sogna, scritta assieme Francesco Magali, con Rossana Casale e Gianluca Ferrato. Nel 2011 dirige Nancy Brilli nello spettacolo Sette, di autori vari, prodotto dal Teatro Sistina di Roma. Realizza e partecipa assieme a Rossana Casale a Noi e il musical, incontri-spettacolo sul genere. Cura la regia di Killer di Stefania e Leonardo Iattarelli, presentato al Festival Internazionale del teatro dedicato a Ellen Stewart. Collabora a Lettera di Dio all'Umanità di Franco Arminio, con Gloria Pomardi (Teatro India di Roma). Cura la regia di Baccanti perdute di Luca Archibugi.
Nel 2013 dirige lo spettacolo teatrale Luce Nera di Marina Ruta. Cura la regia di Altro di me... , teatro musicale scritto da Maurizio Costanzo e Enrico Vaime, con Katia Ricciarelli, che debutta al Festival della Versiliana, e quella di Ladro di razza di Gianni Clementi. Nel 2014 è fra gli autori di Cinecittà, musical con Christian De Sica. Cura la regia di Anna Freud - Un insaziabile desiderio di vacanze di Roberta Calandra. Nel 2014-2015 cura la regia dello spettacolo teatrale Ferro di Francesco Di Chio, con Blas Roca-Rey. Nell'aprile del 2015 va in scena il suo nuovo spettacolo Crimini del cuore di Beth Henley. Nel 2016 ha curato la regia dello spettacolo Che fai tu, luna, in ciel? Dimmi: che fai..." che vede il ritorno in scena di Flavio Bucci] (nell'interpretazione di poesie di Giacomo Leopardi) affiancato dalla danzatrice e coreografa Gloria Pomardi e dalla pianista e compositrice Alessandra Celletti.

### Cinema e televisione
Il 1984 è l'anno del debutto cinematografico con Il mistero del Morca, con Mario Scaccia, che partecipa ai Festival di Venezia, Berlino, Algeri, Giffoni e per il quale vince il premio Ischia 1985 come miglior regista esordiente. Nel 1985 progetta e conduce in collaborazione con varie associazioni, alcune manifestazioni-spettacolo: Un treno contro la droga al PalaEur di Roma, Live Love al Foro Italico, Aid for Aids al Teatro Ciak di Milano. Sceneggia e dirige E ricchissimo diventerai, telefilm per Rai 2; cura regia e traduzione di Bent di Martin Sherman che debutta ad Asti Teatro 7. Nel 1987 scrive, dirige e produce il telefilm Tertius con Athina Cenci e Alessandro Benvenuti per Rai 3.
Nel 1988 coordina la sceneggiatura e dirige la sit-com Zanzibar con Angela Finocchiaro, Silvio Orlando, Claudio Bisio, Antonio Catania e Gigio Alberti. L'attività televisiva prosegue nel 1989 con il talk show Ars Amanda, con Amanda Lear (Rai 3), di cui è autore e regista, e con Emilio, programma satirico per Italia 1 di cui è coautore. Nel 1991 per il piccolo schermo realizza per Rai 2 Quelli del teatro tenda con Paolo Panelli, è autore e conduttore in video di una serie in 11 puntate per Rai Sat dal titolo In principio era il teatro....
Nel 1993 è coautore dei testi di Seratissima per Canale 5 e, assieme a Michele Serra, è consulente speciale ai testi di Cielito lindo per Rai 3. Fra il 1993 e il 1994 è fra gli autori di Domenica In; dirige Ricky Tognazzi e Simona Izzo in Mugugni, versione italiana di Kvetch di Steven Berkoff. Nel 1995 cura la regia de La strana coppia di Neil Simon con Gaspare e Zuzzurro. Nel 1999 cura la regia della ripresa televisiva dei concerti del cartellone "Santa Cecilia per i bambini" per Rai Sat. È tra gli autori di Chi ha incastrato Peter Pan?, programma in otto puntate per Canale 5, condotto da Paolo Bonolis e Luca Laurenti. Dirige la serie televisiva Don Luca con Luca Laurenti, Paolo Ferrari, Marisa Merlini, sempre per Canale 5. 
Nel 2000 coordina la sceneggiatura e cura la regia di Casa Italia, una serie di sit-com in venti puntate che è allo stesso tempo un corso di italiano, prodotta dalla Adnkronos per Rai International. È tra gli autori de La vita è meravigliosa, programma di prima serata in sei puntate per Canale 5. Nel 2001 è autore e regista di Valeria dei teatri, speciale su Valeria Moriconi per Rai Sat. Nel 2002 dirige il film Per finta e per amore, con Remo Girone, Denis Fasolo e Giulia Montanarini, che partecipa ai Festival di Montecarlo, Torino e Miami. Dirige lo speciale La giostra del tempo per Rai 2. Nel 2003 è fra gli sceneggiatori e soggettisti della serie tv Carabinieri 3. Collabora con Andrea Zingoni alla sceneggiatura del lungometraggio a cartoni animati Martino, un topo e un violino per Lanterna Magica. 
Nel 2004 è accanto ad Andrea Zingoni, uno degli story editor, soggettisti e sceneggiatori delle serie Tv a cartoni animati Gino, il pollo perso nella rete prodotta da Lanterna Magica per Rai Fiction. Per Rai Sat cura la ripresa televisiva di Tre sorelle di Cechov con Pamela Villoresi e Valeria Ciangottini. Nel 2006 è autore e dirige per La storia siamo noi di Rai Educazione Per Bacco, programma in cinque puntate sulla storia del vino in Italia. Nel 2009 è fra gli sceneggiatori della fiction Angeli e diamanti (Canale 5). Nel 2010 è coautore della sceneggiatura del film Fedele nei secoli, commissionata da Rai Cinema ed è fra gli autori della serie TV Al di là del lago (Canale 5). Nel 2012 è fra i soggettisti e sceneggiatori della serie a cartoni animati Le grandi storie di Gino il Pollo per Rai Fiction.

## Riconoscimenti
- Riceve il Biglietto d'oro – AGIS per la stagione '95-'96.
- Nel 2008 Parlami di me vince il Biglietto d'oro AGIS ed entra nella terna dei finalisti nel settore degli spettacoli musicali del Premio Gli olimpici del teatro.
- Nel 2012 è nominato Cattedratico Ordinario honoris causa nella facoltà di Scienze della Comunicazione dell'Università degli Studi Giovanni Paolo I.